# Johanniterkommende Basel
Die Johanniterkommende Basel war eine Niederlassung des Johanniterordens in Basel (Kanton Basel-Stadt, Schweiz). Die Kommende entstand um 1200 und wurde 1806 vom letzten Kommendator an den Distriktsstatthalter Dagobert Gysendörfer verkauft. Seit 1372 war sie mit der Kommende Rheinfelden zu einer Art Doppelkommende verbunden, d. h. der Kommendator von Basel war zugleich auch Kommendator von Rheinfelden. Der Statthalter in Rheinfelden hatte jedoch zeitweise Kommendator-ähnliche Befugnisse.

## Lage
Der ummauerte Gebäudekomplex mit Kirche, Kirchhof und Kommendegebäude lag bei der Gründung ca. 300 m nordwestlich vor der ummauerten Altstadt von Basel am Rhein. Erst bei der Stadterweiterung von 1361/88 wurde das Areal der Kommende in den Mauerring miteinbezogen. Von den Kommendegebäuden hat sich oberirdisch nichts erhalten. Noch Ende des 16. Jahrhunderts wurde die Kirche baufällig und wurde bis 1775 stückweise völlig abgerissen. Das Kommendegebäude wurde 1806 an privat verkauft und 1929 abgerissen. An die Kommende und ihre Kirche erinnern die Strassennamen Johanniterbrücke, St. Johanns-Rheinweg und St. Johanns-Vorstadt.
Die Kommende Basel gehörte zur Ordensprovinz Alemannia (auch Alamania), die im Mittelalter in acht Balleien gegliedert war. Basel gehörte zur grössten Ballei, der Ballei der Oberen Lande, die Süddeutschland, das Elsass und den grössten Teil der Schweiz umfasste sowie je eine Kommende in Vorarlberg und (zu einem späteren Zeitpunkt) eine Kommende in Lothringen.

## Geschichte
Das Archiv der Kommende Basel ist im 19. Jahrhundert zu grossen Teilen verloren gegangen. Entsprechend ist die Geschichte dieses Ordenshauses der Johanniter vergleichsweise nur lückenhaft dokumentiert.

### Frühe Geschichte bis zur Verbindung der Kommende Basel mit Rheinfelden
Die Niederlassung der Johanniter in Basel dürfte um 1200 entstanden sein. Sie lag damals noch ausserhalb der ummauerten Stadt an der grossen Handelsstrasse in Richtung Mülhausen und Strassburg. Mit dieser Lage der Kommendegebäude, der Kirche und dem eigenen Friedhof deutet eigentlich alles auf ein damit verbundenes Hospital und eine Pilgerherberge hin. Leider findet sich in den Urkunden kein eindeutiger Hinweis auf ein Hospital oder eine Pilgerherberge, was aber bei dem geschilderten Mangel an Urkunden nicht völlig ausgeschlossen ist. Schon 1206 besass die Kommende Basel bereits ein eigenes Siegel.
1219 ist sie bereits als reich begütert in den Urkunden belegt. Damals war ein Streit mit dem Pleban der Pfarrkirche St. Peter entstanden, weil die Johanniter vor den Mauern der Stadt eine Kapelle errichtet (oder wieder hergerichtet) und dem Heiligen Nikolaus geweiht hatten. Der Pleban räumte ihnen Pfarrrechte (Taufe, Beichte, Eucharistie und Begräbnis) in der Nikolaus-Kapelle ein; im Gegenzug mussten sie dem Pleban eine Hube in Wenzweiler (heute Wentzwiller, Département Haut-Rhin, Region Grand Est, Frankreich) abtreten. Zur neuen Sondergemeinde sollten die Häuser vor der Stadtmauer und einige Häuser innerhalb der Stadtmauern gehören. Der Vertrag sah weiter vor, dass am Festtag St. Peter kein Gottesdienst abgehalten werden durfte. An Weihnachten, Ostern und Pfingsten durfte der Gottesdienst nur für Fremde gefeiert werden. Der Vertrag wurde seitens der Johanniter geschlossen durch Heinrich von Heimbach und den drei Brüder Gerualco, Conradus und Conradus. Einen eigenen Kommendator oder Meister besassen sie damals noch nicht. Die Nikolaus-Kapelle ist noch 1282 urkundlich bezeugt. Sie war vermutlich identisch mit der Brendan-Kapelle, die 1253 erstmals urkundlich genannt ist. Diese Kapelle gehörte noch im 15. Jahrhundert nachweislich den Johannitern.
Zu dieser Sondergemeinde gehörte auch die Kirche der Kommende, die wohl etwas später als der obige Vertrag entstanden ist. 1306 wurde in dieser Kapelle ein neuer Altar geweiht. Die Kapelle existierte also damals schon, möglicherweise wurde sie zu dieser Zeit umgebaut und/oder vergrössert. Von den Opfern die in der Johanniterkapelle gespendet wurden, musste der Prior einen Teil an den Bischof abgeben. Bischof Johann von Venningen stiftete 1469 in der Ordenskirche gottesdienstliche Ämter und Messen. Die Pfarrrechte müssen also später auf diese Johanniterkapelle übertragen worden sein, denn die Sondergemeinde wurde im ausgehenden Mittelalter St. Johann genannt. Ausserdem ist bekannt, dass Kaiser Sigismund am Gründonnerstag 1434 in der Johanniterkirche öffentlich die Kommunion empfing. Im 15. Jahrhundert fanden auch einige Kommendatoren in der Ordenskirche ihre letzte Ruhestätte. 1529 wurde die kleine Sondergemeinde wieder mit der Hauptgemeinde St. Peter vereinigt.
Die Kommende Basel gehörte zu den bedeutenderen Kommenden im deutschen Grosspriorat. So nahm Kommendator Werner von Eptingen an der Kapitelsitzungen des Grosspriorats 1371 und 1376 in Heimbach teil. Auch ander Kapitelsitzung von 1382 in Heimbach, in der der Heimbacher Vergleich mit der Ballei Brandenburg ausgehandelt wurde, nahm er teil und unterzeichnete als Bailli in den Oberen Landen den Vergleich.

### Konvent
In der ersten Zeit amtierte noch kein Kommendator. In einer Urkunde aus dem Jahr 1252 wird der Vorsteher nur Magister genannt, erst 1260 ist urkundlich auch ein Komtur genannt; damit ist die Niederlassung in Basel auch als selbständige Kommende belegt. Allerdings taucht auch der Begriff Kommendator häufig erst in der Mitte des 13. Jahrhunderts auf, und dann auch im Wechsel mit Magister. Eine Abhängigkeit von einer anderen Kommende ist nicht dokumentiert, sodass sie die Bezeichnung Kommende lediglich am Titel des Vorstehers festmacht.
Im 13. Jahrhundert beherbergte die Kommende einen kleinen Konvent, der 1269 elf Mitglieder umfasste, Die Priesterbrüder standen unter der Leitung eines Priors. Vorsteher des gesamten Konvents war der Kommendator (oder Komtur). Auf dem Kapitel von Heimbach 1367 wurde eine Konventsgrösse von fünf Brüdern und fünf Laien für Basel festgelegt. Die Kommende muss über grosszügige Räumlichkeiten verfügt haben, denn während des Konzils von Basel logierte Kaiser Sigimund vom 11. Oktober 1433 bis Mitte Mai 1434 in den Räumen der Kommende.
1495 lebten noch drei Kapläne neben dem Kommendator in den Räumen der Kommende. Sie hielten sich einen Koch und einen Diener. 1541 hatte sich der Konvent aufgelöst und nur der weltliche Schaffner Jakobus Wilt wohnte noch hier. Die Ordenskirche war geschlossen, und es fand kein Gottesdienst mehr darin statt.

### Doppelkommende mit Rheinfelden
Von Gottlieb Wyss stammt die These, dass das Ordenshaus in Basel zusammen mit dem Ordenshaus Rheinfelden eine Art Doppelkommende bildeten. Die beiden Kommenden wurden seit etwa 1372 in Personalunion jeweils vom selben Kommendator verwaltet, der zuerst meist in Basel, später auch in Rheinfelden wohnte. Nach Walter Gerd Rödel bezeichnete die Visitation von 1495 die Niederlassung in Rheinfelden dagegen als Membrum von Basel. Er folgerte: somit dürfte die These von der «Doppelkommende» und ihrer ungewöhnlichen Stellung, die von Wyss aufgestellt wurde, hinfällig geworden sein. Dies entspricht aber nicht ganz den geschichtlichen Tatsachen.
1365 verkauften Petermann und Kunzmann von Eptingen, genannt die Puliant, die Hälfte des Dorfes Höflingen (heute in der Stadtmarkung von Rheinfelden aufgegangen) an die Johanniterkommende in Basel. Warum sie diese Hälfte des Dorfes Höflingen ganz in der Nähe von Rheinfelden an die Kommende Basel verkauften und nicht an die Johanniterkommende in Rheinfelden, lässt sich damit erklären, dass der damalige Kommendator von Basel Werner von Eptingen war, ein Verwandter der Verkäufer. 1365 war Franz Renke Kommendator in Rheinfelden. In einer Urkunde von 1372 wurde nun Werner von Eptingen als Kommendator von Basel und Rheinfelden bezeichnet. Der Beginn der Personalunion lässt sich damit auf den Zeitraum 1365 bis 1372 einschränken. Allerdings blieben die beiden Kommenden in wirtschaftlicher Hinsicht selbständig, eine Abwertung von Rheinfelden zum blossen Wirtschaftshof fand nicht statt. Der Kommendator residierte damals in Basel und setzte in Rheinfelden einen Statthalter ein, der nach den folgenden Ereignissen Kommendator-ähnliche Befugnisse hatte. 1466 bezeichnete sich der damalige Statthalter von Rheinfelden Engelhart Noll selbst als Kommendator von Rheinfelden. Der damalige Kommendator von Basel Bero von Münchingen strengte nun ein Schiedsgericht an, dessen Mitglieder die Kommendatoren von Freiburg i.Br., Reiden, Biel und Hemmendorf waren. Sie stellten fest, dass Engelhart Noll nur Statthalter wäre, aber der Visitation des Basler Kommendators nicht unterstehe. Engelhart Noll musste als Statthalter dem Basler Kommendator lediglich eine jährliche Pension von 25 Gulden entrichten, dafür aber auch auf das Leibgeding aus der Kommende Basel verzichten. Auch der folgende Statthalter von Rheinfelden Heinrich Stahelin wird 1497 gelegentlich als Kommendator bezeichnet.
Im bereits erwähnten Visitationsbericht von 1495 wird Rheinfelden dagegen eindeutig als Membrum bezeichnet, d. h. war Teil der Kommende Basel. Nach diesem Visitationsbericht hatte Bero von Münchingen die Kommende Rheinfelden mit Einverständnis des Provinzialkapitels dem Heinrich Stahel auf Lebenszeit überlassen. Die jährliche Abgabe an das Ordenshaus in Basel betrug nun 60 Gulden.
Die folgenden zwei Statthalter in Rheinfelden Georgius Lang und Hans Steck hinterliessen nur wenige urkundliche Spuren. Der 1531 folgende Conrad Vach war dafür umso aktiver. Weltliche Quellen bezeichneten ihn als durchgehend als Kommendator, während Urkunden des Johanniterordens ihn stets als Statthalter ausweisen. Seine Kommendator-ähnliche Stellung belegt auch die Wahl des Zürcher Bürgers Ludwig Hager zum Schaffner der Johanniterkommende Bubikon, die der Kommendator von Basel Ulrich von Sternenfels und Conrad Vach gemeinsam machten.
Der nachfolgende Kommendator in Basel Hermann Schenck zu Schweinsberg (1557 bis 1572) siedelte nach Rheinfelden über. Auch der ihm folgende Kommendator Wiprecht von Rosenbach amtierte in Rheinfelden. In Basel hielten sich nur noch Schaffner auf. Dagegen scheint der Kommendator Hermann von Andlau zumindest zeitweise wieder in Basel residiert zu haben. 1608 liess er das Ritterhaus in Basel neu herrichten.
Die folgenden Kommendatoren liessen beide Ordenshäuser durch Schaffner verwalten und hielten sich wohl nur gelegentlich in ihren Kommenden auf.

### Die Visitationsberichte 1495 und 1541
Der Bericht von 1495 über Basel ist verstümmelt, es fehlen einige Seiten. Nach dem restlichen Bericht hatte der Kommendator für Reparaturen an Gebäuden 970 Gulden aufgewendet. 280 Gulden verwendete er um Schulden abzulösen, für die bisher 14 Gulden jährlich bezahlt werden mussten. Ausserdem konnte er ein Darlehen in Höhe von 1.100 Gulden vergeben, das der Kommende einen jährlichen Zins von 50 Gulden einbrachte. Er weiteres ausgegebenes Darlehen in Höhe von 140 Gulden erbrachte einen jährlichen Zins von 7 Gulden. Die Höhe des zu zahlenden Responsgeldes für die Ordenszentrale in Rhodos fehlt, wurde jedoch für 1501 neu mit 80 Gulden angesetzt.
1541 bezog die Kommende Basel Einkünfte aus
- Basel
- Bettendorf
- Bettingen
- Binzen
- Blotzheim
- Brunstatt
- Eigelsheim (richtig wohl Hégenheim)
- Eimeldingen
- Fischingen.
- Helfrantzkirch
- Kirchen
- Knœringue
- Oberhausen
- Pfaffenheim
- viler
- Wintersweiler

Wegen der grassierenden Pest in Rheinfelden, wurde der Visitationsbericht auch für diese Kommende in Basel angefertigt. Der jährliche Reingewinn der beiden Kommenden betrug zusammen 371 Gulden, ein Schilling und ein Pfennig.

### Das Verhältnis zur Stadt
Die Privilegien des Ordens (Exemtion, eigene Gerichtsbarkeit, Steuerfreiheit und Asylrecht) wurden natürlich von der Stadt nicht gerne gesehen. Mit der Zeit vergass man sie auch. 1450 beschwerte sich Johannes Loesel, Grossprior des Johanniterordens in der Ordensprovinz Alemannia und damaliger Kommendator des Ordenshauses in Basel darüber, dass die Stadt das Asylrecht der Johanniter missachte und Verbrecher bis in die Freistätte verfolge. Der Rat warf seinerseits den Johannitern vor, dass sie Verbrechern Zuflucht gewähre und das Asylrecht missbrauche. Sie forderten von ihm eine Abschrift der entsprechenden Ordensvorrechte.
1452 versuchte Basel eine Steuer auf alle Geistlichen zu legen, um die Schäden der Zerstörungen von 1444 zu beheben. Der (Gross-)Prior Johann Loesel, der damals in Wädenswil residierte, legte dagegen Einspruch ein. Er wies auf die Steuerprivilegien des Ordens hin und stellte heraus, dass der Johanniterorden nicht wie andere Orden zu behandeln sei. Die Osmanen hätten erst vor kurzem (1440 und 1444) Rhodos angegriffen, was den Orden in Schulden gestürzt habe. Im letzten Krieg seien zudem auch an der Basler Kommende Schäden entstanden, für deren Beseitigung die Kommende 1500 Gulden hätte aufwenden müssen.

### Reformation und Neuzeit
Mit den Einführung der Reformation in Basel wurden alle Klöster und Stifte aufgehoben. Die Institutionen wurden aber nicht einfach in den städtischen Besitz integriert oder verkauft, sondern durch weltliche Pfleger weiter geführt. Am 9. Februar 1529 erhielt auch die Johanniterkommende einen weltlichen Pfleger.

### Das Repertorium von 1798
Das von Karl Herrlich bereits 1880 publizierte «Repertorium über alle Cabranen oder Lagerbücher und Beraine der hochritterlichen Johanniter-Ordens deutschen Grosspriorats-Häuser und Commenden. Verfertigt mit Ende 1798» weist für Basel Besitz bzw. Einnahmen aus folgenden Dörfern im Dreiländereck Deutschland, Frankreich und Schweiz aus. Interessanterweise erhielten die (meisten) Orte in Frankreich und der Schweiz die Zusatzbezeichnung überm Rhein. Das Repertorium wurde also aus Heitersheimer Sicht geschrieben, und nicht etwa in Bezug auf die Lage der Kommende.
- Benken (Kanton Basel-Landschaft)
- Biel (Kanton Basel-Landschaft)
- Bettendorf (Kanton Altkirch, Département Haut-Rhin)
- Binzen (Gemeinde im Landkreis Lörrach)
- Blotzheim überm Rhein (Blotzheim, Kanton Saint-Louis, Département Haut-Rhin)
- Bratelen Canton Basel (Pratteln, Kanton Basel-Landschaft)
- Brinckheim überm Rhein (Brinckheim, Kanton Brunstatt-Didenheim, Département Haut-Rhin)
- Brunnstatt überm Rhein (Brunstatt, Kanton Brunstatt-Didenheim, Département Haut-Rhin)
- Dagolsheim und Wahlheim (Tagolsheim und Walheim, beide Orte Kanton Altkirch, Département Haut-Rhin)
- Dietweiler und Schlierbach überm Rhein (Dietwiller und Schlierbach, beide Orte Kanton Brunstatt-Didenheim, Département Haut-Rhin)
- Efringen (Ortsteil von Efringen-Kirchen, Landkreis Lörrach)
- Eimeldingen (Gemeinde Landkreis Lörrach)
- Ettingen überm Rhein (Ettingen, Kanton Basel-Landschaft)
- Fischingen (Gemeinde Landkreis Lörrach)
- Friesenheim überm Rhein (wohl Friesen, Kanton Altkirch, Département Haut-Rhin, früher selbständige Kommende))
- Gebersweyer und Pfaffenheim (Gueberschwihr und Pfaffenheim, beide Orte Kanton Wintzenheim, Département Haut-Rhin)
- Hagenheim überm Rhein (wohl Hégenheim, Kanton Saint-Louis, Département Haut-Rhin)
- Hellfranzkirch überm Rhein (Helfrantzkirch, Kanton Brunstatt-Didenheim, Département Haut-Rhin)
- Heidweiler überm Rhein (Heiwiller, Kanton Altkirch, Département Haut-Rhin)
- Hochwalden (Hochwald, Kanton Solothurn
- Hofstätten und Witterswyl Canton Solothurn (Hofstetten-Flüh und Witterswil, Kanton Solothurn)
- Huttingen, Gemeinde Efringen-Kirchen und Istein (Landkreis Lörrach)
- Kapellen überm Rhein (Kappelen, Kanton Brunstatt-Didenheim, Département Haut-Rhin)
- Kirchen (Gemeinde Efringen-Kirchen, Landkreis Lörrach)
- Obermichelbach überm Rhein (Michelbach-le-Haut, Kanton Saint-Louis, Département Haut-Rhin)
- Oberweiler desgl. (Oberwil, Kanton Basel-Landschaft)
- Ranzweiler desgl. (Rantzwiller, Kanton Brunstatt-Didenheim, Département Haut-Rhin)
- Reinach desgl. (Kanton Basel-Landschaft)
- Stätten desgl. (Stetten)
- Terwiler desgl. (Therwil, Kanton Basel-Landschaft)
- Uffheim desgl. (Kanton Brunstatt-Didenheim, Département Haut-Rhin)
- Walbach desgl. (Wahlbach, Kanton Brunstatt-Didenheim, Département Haut-Rhin)
- Waldenheim desgl. (Waltenheim, Kanton Brunstatt-Didenheim, Département Haut-Rhin)
- Wintersweyler (Wintersweiler, Gem. Efringen-Kirchen)
- Zäsingen überm Rhein (Zaessingue, Kanton Brunstatt-Didenheim, Département Haut-Rhin)
- Zillisheim (Kanton Brunstatt-Didenheim, Département Haut-Rhin, Frankreich)

### Das Ende der Johanniterkommende
Der letzte Kommendator Franz Bernhard Eberhard Truchsess von Rheinfelden verkaufte den Gebäudekomplex am 17. Dezember 1806 mit Wissen und Zustimmung des Grosspriors Ignaz Balthasar Rinck von Baldenstein und des Kapitels in Heitersheim an den Distriktsstatthalter Dagobert Gysendörfer, ganz offensichtlich um einer Enteignung zuvor zu kommen. Zuvor am 27. August 1806 waren bereits die Kommenden Leuggern-Klingnau und Rheinfelden durch die aargauische Regierung aufgehoben worden, der Kommendebesitz inventarisiert worden.

## Baulichkeiten
Von den Gebäuden der Johanniterkommende in Basel sind oberirdisch keine Reste mehr vorhanden. Die Kommendegebäude mit Kirche und darum liegendem Friedhof waren ein grosser Gebäudekomplex, immerhin konnte hier Kaiser Sigismund einige Monate während des Basler Konzils darin leben.
Wilhelm Staheli beschrieb 1915 das Hauptgebäude als rechteckigen, schmucklosen Bau mit hohem Dach, der parallel zum Ufer des Rhein stand. Auf einem Untergeschoss mit gotischen Trägern, und der zum Rhein hin mit ein paar wenigen Fensterchen beleuchtet war, folgte ein Saal, der zur Landseite hin ebenerdig war. Der Saal hatte eine Holzdecke aus dem 15. Jahrhundert. Im Hausflur war damals eine Steintafel eingemauert, die neben den Wappen des Johanniterordens und der von Andlau die Inschrift aufwies, dass Kommendator Hermann von Andlau das Haus 1608 erbaut habe. Die Tafel ist heute im Historischen Museum in Basel. Das Gebäude der Basler Kommende wurde schliesslich 1929 abgerissen.
Die Kirche hatte ein kurzes rechteckiges Schiff und einen etwas eingezogenen Chor mit einem 5/8-Schluss. Die Längsachse war zum Rhein hin orientiert. Der Chor hatte sieben hohe gotische Fenster, die im obersten Teil Masswerk hatten. Aussen war Strebepfeiler angebracht. Sie stammt wohl aus dem 14. Jahrhundert.
Mit der Einführung der Reformation wurde die Johanniterkirche geschlossen und begann zu zerfallen. 1597 sollte der Turm auf Befehl des Rates abgetragen werden, allerdings scheinen die Johanniter dieser Aufforderung nicht gefolgt zu sein. Die Darstellung von Merian 1615 zeigt die Kirche noch mit Turm. Er dürfte wohl in den nächsten Jahrzehnten abgerissen worden sein. 1680 folgte das Schiff ebenfalls wegen Baufälligkeit bis zum Letter. Der Chor wurde mit einer neuen Mauer geschlossen. Um 1775 wurde schliesslich auch der Chor abgetragen; zuvor waren Teile des Gewölbes eingestürzt. In der Kirche waren eine ganze Reihe von Kommendatoren bestattet worden. Die Epitaphe dieser Kommendatoren sind verloren, von einigen existiert noch eine Zeichnung.

## Komture/Kommendatoren
Die Liste wurde im Wesentlichen nach der Zusammenstellung von Veronika Feller-Vest erstellt, mit kleineren Ergänzungen aus anderen Publikationen.
| Amtszeit                     | Kommendator | Sonstige Ämter und Bemerkungen |
| ---------------------------- | --- | --- |
| 1252 bis 1257                | Rudolfus, Magister, Provisor, Procurator | |
| 1260 bis 1264                | Conradus, Procurator, Kommendator | |
| 1269, 1270                   | Berchtoldus von Lindenberg, Kommendator | |
| 1274                         | Peter von Ehenheim, Kommendator | |
| 1280 bis 1284                | Heinrich von Leonegg/Leoneck, Kommendator | 1272, 1275 Kommendator in Überlingen |
| 1286, 1287                   | Nikolaus Geselle von Überlingen, Kommendator | |
| 1296                         | Dietrich von Pfaffenheim, Kommendator | |
| 1296                         | Erbo (von Rumersheim?) | 1297 Kommendator in Rheinfelden, 1300 Kommendator in Schwäbisch Hall und Affaltrach, 1312 Kommendator in Münchenbuchsee, 1315 bis 1317 Kommendator in Thunstetten |
| 1306, 1308                   | Burkhard von Leonegg/Leoneck, Kommendator | 1283 einfacher Bruder in Basel, 1289, 1300 bis 1315 Kommendator in Rheinfelden |
| 1311 bis 1314                | Johannes von Herwelingen/Hervelingen | |
| 10. März 1316                | Albert von Sachs/Sax | |
| 1317 bis 1321, 1324          | Günther Marschalk | 1336 Konventsmitglied |
| 1323, 1333                   | Ulrich Zobel | |
| 1328                         | Berthold Vitztum von Basel | 1321 Kommendator von Reiden, 1322 bis 1327 Kommendator von Thunstetten, 1323 bis 1324 Kommendator von Münchenbuchsee |
| 1330                         | Rudolf von Büttikon | 1315 bis 1352 Kommendator von Klingnau(-Leuggern), 1330 Stellvertreter des Prior in Deutschland, 1331 Kommendator in Reiden, 1335 Kommendator von Wödenswil, 1335 bis 1349, 1352 Kommendator von Biberstein, 1340 bis 1345 Kommendator von Hohenrain, 1337 Bailli der Oberdeutschen Ordensballei, 1335 Mangold von Nellenburg, Prior, unter dessen Vorsitz fand 1335 ein Kapitel der Kommendatoren in Basel statt                                                               |
| vor 1337                     | Ludwig Schörlin/Schorli (* 2. März 1337 in Basel, in der Basler Johanniterkirche begraben) | |
| 1341, 1358 bis 1381          | Werner von Eptingen († 1. Juni 1385, begraben in der Basler Johanniterkirche) | Er war (Mit-)Unterzeichner des Heimbacher Vergleich, 1361, 1364, 1375 Kommendator von Mülhausen und Sulz, 1361, 1364, 1375 auch Kommendator von Mülhausen, 1365 Kommendator von Hohenrain, 1367 Pfleger von Biberstein, 1370 Koadjutor des Kommendator von Freiburg i. Üe., er legte zwischen 1365 und 1372 die Kommenden Basel und Rheinfelden zusammen, 1372 amtierte er (erstmals) als Komtur von Basel und Rheinfelden. Er nahm 1371 an der Kapitelsizung in Heimbach teil. |
| 1348 bis 1351                | Johannes von St. Amarin | 1334 bis 1336 Studium in Bologna, 1335 Procurator in Strassburg 1335, 1336 Kaplan und Bruder in Sulz, 1344 Kommendator in Sulz und Mülhausen |
| 1341 1358 bis 1381, 1385     | Werner von Eptingen | siehe oben |
| 1389 bis 1410                | Johann ze Rin/Henman zu Rhein, Kommendator († 25. Juli 1411, begraben in der Basler Johanniterkirche)                                                                                         | 1389 bis 1410 Kommendator von Sulz, 1380 bis 1407 (1411?) Kommendator in Rheinfelden, 1403 Statthalter des Priors in der Ordensprovinz Alemannia, 1408 bis 1411 Prior in der Ordensprovinz Alemannia, 1408 bis 1411 Kommendator in Klingnau und Leuggern |
| 1410 bis 1416                | Conrad Megerly von Muetersheim | 1396 bis 1406 Kommendator in Hagenau, 1403 Kommendator in Mülhausen |
| 1432                         | Rüdiger Liebermann, Hauskommendator | 1428 Statthalter in Rheinfelden, 1434 Präzeptor, 1441 und 1443 Statthalter |
| 1436(?) 1445(?) bis 1460 (?) | Johann Lösel († 8. April 1460, begraben in der nicht mehr existierenden Ordenskirche in Basel, eine Zeichnung des Epitaph ist erhalten)                                                       | 1423, 1429–1444 Kommendator in Mainz, 1434 bis 1460 Kommendator von Rheinfelden, 1440 bis 1444 Grossbailli, 1445 bis 1460 Grossprior und Präzeptor von Deutschland, 1445/46 Kommendator von Bubikon, 1445 bis 1460 auch Kommendator von Leuggern-Klingnau und Wädenswil |
| 1468 bis 1504                | Bero von Melchingen († 30. Juni 1504, er wurde in der Johanniterkirche in Basel begraben. Eine Zeichnung seines Epitaph ist erhalten)                                                         | |
| 1508 bis 1530 (1545)         | Peter von Englisberg († 1545 in Freiburg i. Üe.) | 1504 bis 1545 Kommendator in Freiburg i. Ü., 1504 bis 1523 Kommendator in Reiden, 1505 bis 1528 Kommendator in Münchenbuchsee, 1526? bis 1529 Kommendator in Thunstetten |
| 1546 bis 1549 (1555)         | Ulrich von Stern(en)fels († 1566 in einem Gefecht gegen die Osmanen) | 1555 bis 1566 Kommendator in Hemmendorf und Rexingen |
| 1555 bis 1572                | Hermann Schenck zu Schweinsberg (* vor 1520, † 28. Februar 1572 in Basel; begraben in der nicht mehr existierenden Johanniterkirche in Basel, sein Grabdenkmal ist erhalten)                  | 1541 bis 1553 Kommendator in Hemmendorf und Rexingen, er tauschte 1555 mit Ulrich von Sternenfels die Kommende Hemmendorf und Rexingen gegen die Kommende Basel und Rheinfelden ein. |
| 1572 bis 1574                | Johann Georg von Schönborn, Verwalter († 21. Januar 1587) | 1549 Rezeptor in Oberdeutschland, 1549 bis 1572 Kommendator in Worms, 1557 bis 1582 Kommendator in Rothenburg ob der Tauber, 1568 bis 1587 Kommendator in Schleusingen und Weissensee, 1570 bis 1584 Kommendator in Hemmendorf und Rexingen, 1571 bis 1587 Kommendator von Mainz und Nieder-Weisel, 1573 bis 1587 Grossbailli |
| 1575?, 1577 bis 1600         | Wiprecht von Rosenbach (* 1549; † 1607) | 1573 bis 1576 Administrator in Freiburg i. Ü., 1577 bis 1594 Kommendator von Hohenrain und Reiden, 1592 bis 1600 Kommendator in Rohrdorf und Dätzingen, 1593 Rezeptor in Oberdeutschland, 1594 Kommendator von Schwäbisch Hall und Affaltrach, 1600 bis 1601 Kommendator in Rottweil, 1594 bis 1598 Prior von Dacien, 1599 bis 1601 Grossbailli, 1601 bis 1607 Grossprior und Kommendator von Bubikon                                                                           |
| 1602 bis 1609                | Hermann von Andlau | Bruder des Grosspriors Arbogast von Andlau, sein Stellvertreter 1608 ist Georg Christoph von Weitingen, 1608 erbaute er das Kommendegebäude neu |
| 1612 bis 1637                | Georg Burkhard von Schauenburg († 1653 in Säckingen?, dort aber nicht im Totenbuch eingetragen)                                                                                               | 1632 bis 1635 Prior von Dacien, 1635 bis 1650 Grossprior von Ungarn, 1638 bis 1650 Kommendator in Rottweil. Er war 1626 in Rheinfelden in Raufhändel verwickelt und musste eine Frevelbusse bezahlen. 1648 bis 1653(?) Kommendator von Frankfurt, 1626 bis 1630 Kommendator in Rothvianden, Hangen-Weisheim, Sobernheim und Kronenburg |
| 1638 bis 1654                | Wilhelm Hermann von Metternich zu Heddesdorf und Broel († 7. Mai 1654) | 1646 bis 1650 Grossbailli, 1650 bis 1654 Prior von Dacien, 1645 bis 1653 (1654?) Kommendator in Bruchsal und Weissenburg, 1647, 1649 und 1650 Rezeptor in Oberdeutschland |
| 1656 bis 1674                | Johann Friedrich Ital Reding von Biberegg (* 1631, † 8. Januar 1674) | 1657 Kommendator in Herrenstrunden, 1659 bis 1673 Kommendator in Hemmendorf und Rexingen |
| 1676 bis 1683                | Johann von Roll zu Emmenholz | 1682 bis 1696 Kommendator in Hohenrain und Reiden, 1682 bis 1696 (Titular-)Kommendator in Münchenbuchsee, 1682 bis 1696 Kommendator von Saint-Jean-de-Bassel, Dorlisheim, Bruchsal und Weissenburg |
| 1687 bis 1700                | Johann Friedrich Schenk von Stauffenberg zu Wilflingen (getauft 30. Mai 1660 in Lautlingen, † 28. April 1720 auf Schloss Wilflingen)                                                          | ab 1686 erhielt er eine Pension aus der Kommende Tobel, 1702 Generalfeldmarschall-Leutnant des Schwäbischen Kreises, 1698 Erhebung in den Freiherrenstand, 1700 bis 1718 Kommendator von Hemmendorf und Rexingen, 1714 Generalrezeptor in Oberdeutschland, 1718 bis 1720 Kommendator von Lage und Herford |
| 1700 bis 1730                | Franz Albert von Rosenbach († 11. Januar 1730) | Kommendator von Basel und Rheinfelden, 1716 ist Johann Christof Rohner sein Schaffner in Basel. Er war der Grossneffe des Johann Conrad von Rosenbach, der 1643 als Prior von Dacien gestorben ist. |
| 1731 bis 1762                | Anton Philipp Freiherr von Vehlen (* 14. Januar 1697, † 27. September 1762 in Rheinfelden) | Kommendator von Basel und Rheinfelden, 1743 bis 1762 Kommendator von Trier, Adenau und Niederbreisig (Brisich) |
| 1763 bis 1788                | Franz Konrad Joseph Truchsess von Rheinfelden zu Appenweiher (* 2. Juni 1732, † 25. Mai 1826 in Affaltrach)                                                                                   | 1780 Generalrezeptor in Ober- und Niederdeutschland, seit 1800 Vorsteher der deutschen Zunge, 1785 bis 1787 Grossbailli, 1788 bis 1809 Kommendator in Schwäbisch Hall und Affaltrach |
| 1788 bis 1797                | Victor Conrad Fidelis von Thurn-Valsassina zu Eppenberg, Herr zu Bichwil, Wartegg und Blidegg (* 16. September 1746 in der Burg Waldegg in Straubenzell, † 16. Januar 1810 in Freiburg i.Br.) | am 5. November 1755 in den Orden aufgenommen, er verpachtete die Kommenden Basel und Rheinfelden an den Kommendator von Hohenrain und Reiden Johann Jakob Freiherr von Pfirt zu Blumberg, 1799 Kommendator von Hemmendorf und Rexingen |
| 1802 bis 1806                | Franz Bernhard Eberhard Truchsess von Rheinfelden (* 28. August 1764 in Rappoltsweiler, † 18. Dezember 1810 in Rheinfelden)                                                                   | am 17. Dezember 1806 verkaufte er die Kommendegebäude in Basel an den Distriktsstatthalter Dagobert Gysendorfer von Arlesheim. |

## Anmerkung
1. ↑  Wilhelm Staeheli führt in seiner Liste der Kommendatoren von Basel auch zwei Kommendatoren von Dorlisheim und Bassel auf. Bassel ist hier aber keine Falschschreibung für Basel, sondern meint die Johanniterkommende Saint-Jean-de-Bassel in Lothringen.

Koordinaten: 47° 33′ 49,8″ N, 7° 35′ 1,2″ O; CH1903: 610916 / 268135